# Гладенбах
Гладенбах (њем. Gladenbach) град је у њемачкој савезној држави Хесен. Једно је од 22 општинска средишта округа Марбург-Биденкопф. Према процјени из 2010. у граду је живјело 12.299 становника. Посједује регионалну шифру (AGS) 6534010.

## Географски и демографски подаци
Гладенбах се налази у савезној држави Хесен у округу Марбург-Биденкопф. Град се налази на надморској висини од 262 метра. Површина општине износи 72,3 km². У самом граду је, према процјени из 2010. године, живјело 12.299 становника. Просјечна густина становништва износи 170 становника/km².

## Међународна сарадња
| Мјесто | Држава    | Врста сарадње | Од    |
| ------ | --------- | ------------- | ----- |
|        | Француска | партнерство   | 1987. |
|        | Пољска    | партнерство   | 1996. |
| Кецел  | Мађарска  | контакт       | 1991. |
|        | Француска | контакт       | 1991. |
| Извор  |           |               |       |